# Fraga (Caraá)
Fraga é uma comunidade localizada no município de Caraá, no estado do Rio Grande do Sul.
Foi fundada por imigrantes italianos, no início do século XX, recebeu este nome devido à família Fraga, já instalada no local, que ajudou os imigrantes no início do povoamento. Também recebeu uma grande quantidade de imigrantes poloneses.
Dentre os atrativos naturais se destaca a nascente do Rio dos Sinos, com uma cachoeira de 123 metros de queda d'água.
O grande evento do Fraga é a Festa Regional do Feijão e do Imigrante italiano, realizada sempre no segundo final de semana do mês de março.